# Većeslav Kavedžija
Većeslav Kavedžija, hrvatski košarkaš i košarkaški trener. Igrao košarku za Lokomotivu iz Zagreba s kojom je 1971./72. osvojio Kup Radivoja Koraća. Poslije igrače okrenuo se trenerskoj karijeri. Angažman je našao u Africi u Ruandi, gdje vodi mušku reprezentaciju. Kavedžija je preporučio Ruanđanima hrvatske stručnjake kad su se nogomenti djelatnici iz Ruande ponovo su tražili trenera s prostora bivše Jugoslavije. Preko Kavedžije mjesto izbornika ruandske reprezentacije dobio je Josip Kuže. 
Prije Afrike u kojoj je radio od 2007. do 2009. radio je u Bjelorusiji gdje je vodio prvoligaša Avtozavodec-Jenti iz Minska.
Sezone 1982./83. vodio je ŽKK Monting iz Zagreba s kojim je osvojio naslov prvaka Jugoslavije. 
U Hrvatskoj je 2000-ih vodio ŽKK Gospić, preuzevši mjesto trenera od Vlade Brkljačića. 
Na Fakultetu za fizičku kulturu u Zagrebu diplomirao na korfballu i njegovoj primjeni u športskoj rekreaciji.